# Kleefsteelstropharia
De kleefsteelstropharia (Protostropharia semiglobata) is een plaatjeszwam in de familie Strophariaceae. Hij leeft als coprofiele (mestbewonende) sapotroof. Hij komt voor op hooi- en graslanden op uitwerpselen van gewervelde dieren van bij voorkeur paarden en runderen. Minder vaak komt hij voor op grond die zwaar bemest is met organische mest en op rottende bladeren. Vruchtlichamen komen voor van april tot oktober. Ze verschijnen na regen.

## Kenmerken

### Uiterlijke kenmerken
Hoed
De hoed is heeft een diameter van 10 tot 45 mm. Het is aanvankelijk bijna bolvormig tot halfrond en wordt later uitgespreid. Het oppervlak van de hoed is nat en vettig kleverig, droog met een zijdeachtige glans. Het centrum is okergeel, strogeel naar de rand toe.
Lamellen
De lamellen zijn groenachtig zwart tot zwartachtig bruin. De brede lamellen lopen bijna horizontaal vanaf de hoedrand tot net voor de steel en vervolgens tot aan de punt van de steel. Ze zijn witachtig als ze jong zijn; door het sporenpoeder worden ze grijs met een blauw-violette tint, bij oude exemplaren worden ze donkerbruin met een wijnrode tint.
Steel
De steel heeft een lengte van 30 tot 150 mm en een dikte van 2 tot 5 mm. Het is stijf, hol en broos. Boven de ringzone is de steel crèmekleurig tot licht oker en glad, daaronder zeer slijmerig plakkerig en kan fijne, lichtbruine, vezelige schubben hebben met een crèmekleurige achtergrond.
Geur en smaak
De geur en smaak zijn onbeduidend. Het is niet giftig, maar het is oneetbaar vanwege de plaats van voorkomen.
Sporenprint
De sporenprint is paarsbruin. 

### Microscopische kenmerken
De dikwandige sporen, die bruin lijken onder de microscoop, meten 15-21 × 8,5-12 µm en hebben een grote, uitgesproken kiempore die centraal aan het einde van de spore ligt. De steel heeft kenmerkende talrijke chrysocystidia. De lamelsnede is steriel met leptocystidia. Cheilocystidia zijn smal flesvormig en 3 tot 6 µm breed aan de top. De pleurocystidia zijn breed knotsvormig en schaars.

## Verspreiding
De kleefsteelstropharia is wijdverbreid. Hij komt voor op alle continenten behalve Antarctica. In Nederland komt hij algemeen voor. Hij staat op de rode lijst in de categorie 'Gevoelig'. Het is wijdverbreid in Europa, van Spanje tot IJsland en de noordelijke regio's van het Scandinavisch schiereiland, alleen in het zuidoostelijke deel van het continent.

## Sterk gelijkende soorten
De kleefsteelstropharia en scheefporige stropharia zijn alleen microscopisch van elkaar te onderscheiden.
| Naam                    | Kleefsteelstropharia                                | Scheefporige stropharia                     |
| ----------------------- | --------------------------------------------------- | ------------------------------------------- |
| Habitat                 | Op allerlei soorten mest                            | Mest van paarden, konijnen                  |
| Wetenschappelijke naam  | Protostropharia semiglobata                         | Protostropharia dorsipora                   |
| Hoed                    | 5 - 30 mm                                           | 10 - 30 mm                                  |
| Steel                   | 20 - 120 × 0,5-7 (-10) mm                           | 20 - 100 × 1 - 3 mm                         |
| Sporen                  |                                                     |                                             |
| Sporenmaat (Noordeloos) | 15-21 × 8,5-12 µm                                   | (11,5) 13-21,5 × 7-10-(10,5) µm             |
| Sporenvorm              | Eivormig-Ellipsoïde                                 | Ellipsoïde                                  |
| Sporenwand              | dik en bruin                                        | dikwandig                                   |
| Q                       | 1,7 - 2,1                                           | (1,5-)1,7 - 2,4                             |
| Q-avg                   | 1,9                                                 | 1,7-2,0                                     |
| Kiempore                | Relatief groot en centraal geplaatst aan de top     | Betrekkelijk klein en excentrisch geplaatst |
| Lamelsnede              | Steriel met leptocystidia en schaars pleurocystidia | Steriel met uitsluitend leptocystidia       |
| Chrysocystidia          | niet aanwezig                                       | aanwezig op zijde van de lamel              |

## Foto's

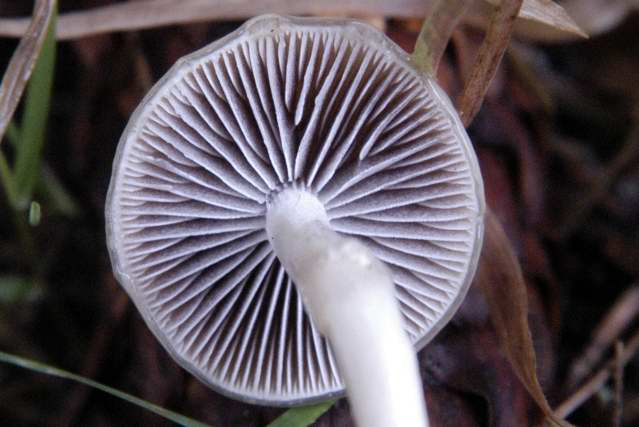
Lamellen
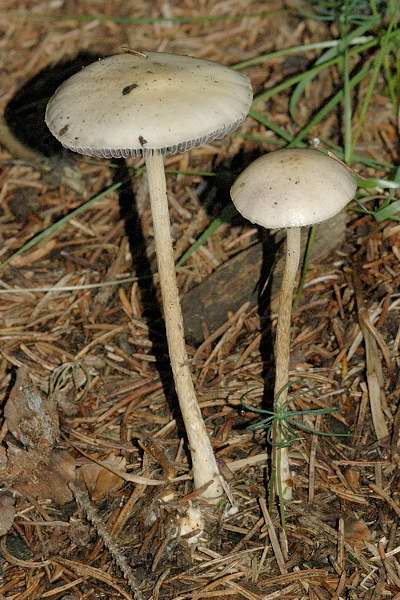
Steel
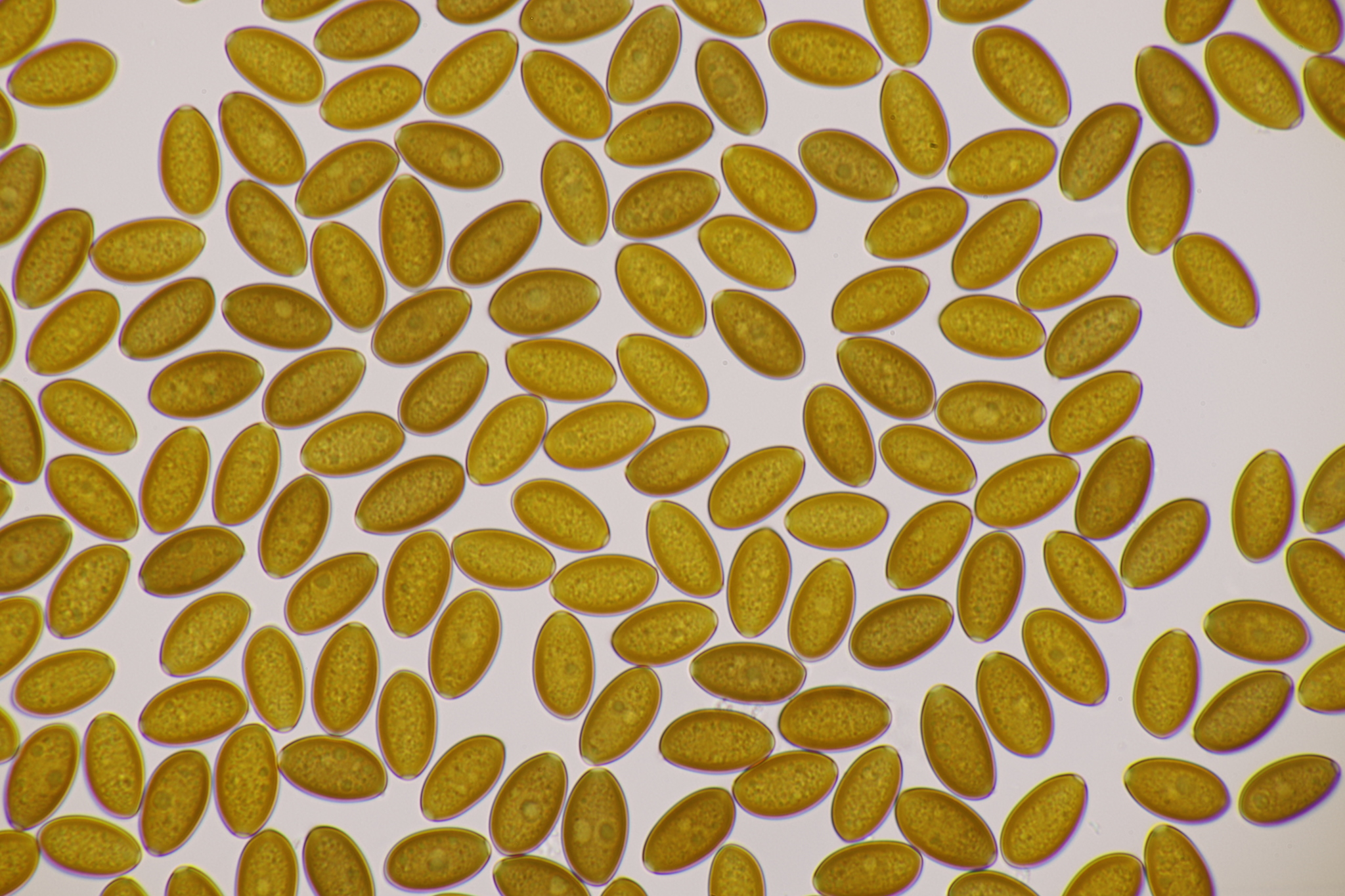
Sporen
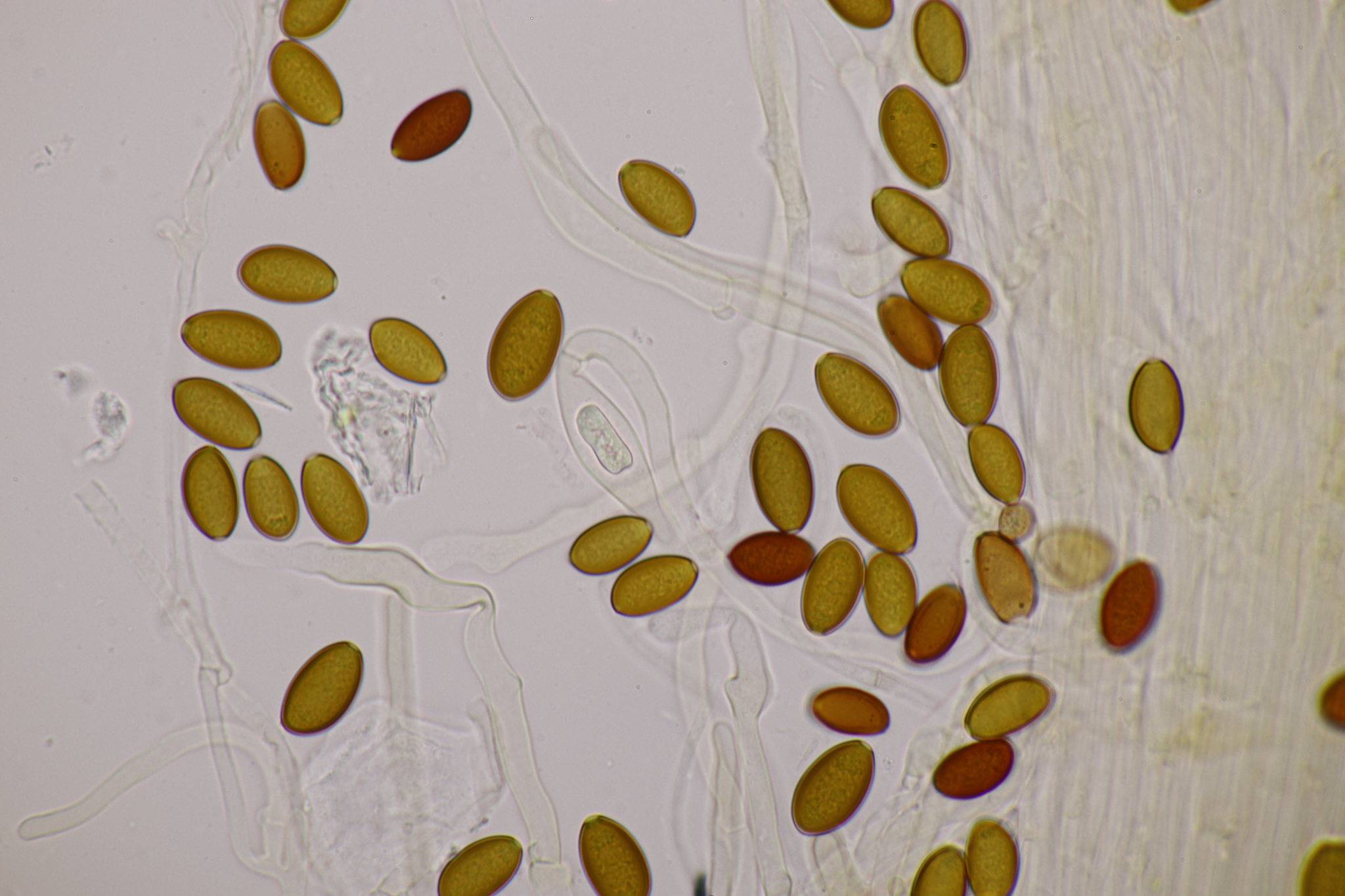
Sporen
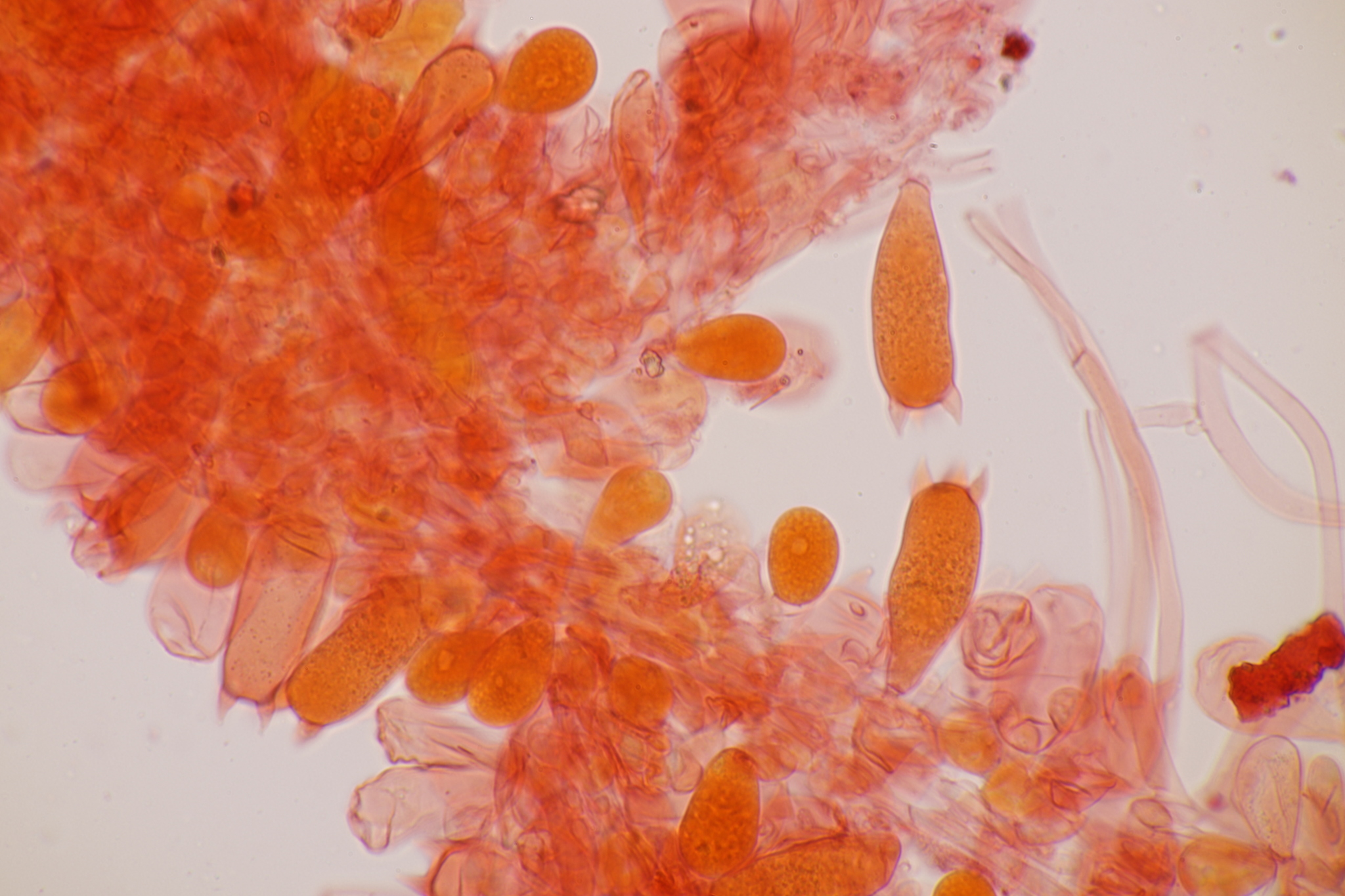
Cystidia